# 三花枪刀药
三花枪刀药（学名：Hypoestes triflora）是爵床科枪刀药属的植物。分布在尼泊尔、锡金、不丹以及中国大陆的云南等地，生长于海拔300米至2,100米的地区，一般生长在路边及林下，目前尚未由人工引种栽培。